# راجه تودار
راجه تودار مال (۱۵۲۳-۲۴ - ۸ نوامبر ۱۵۸۹) وزیر، اقتصاددان، و فرمانده نظامی هندی بود که در زمان سلطنت اکبر شاه به عنوان وزیر دارایی (دیوان اشرف) به امپراتوری گورکانی خدمت کرد. او همچنین وکیل السلطنه (مشاور امپراتوری) و وزیر مشترک بود. او یکی از اشراف برتر امپراتوری گورکانی و منصب‌دار ۴۰۰۰ بود. او از ناواراتان‌های دربار اکبر بود. در دوره تودار مال، ۱۵ دیوان برای ۱۵ صوبه اکبر نامزد شدند.